# Gedong (Patean)
Gedong is een bestuurslaag in het regentschap Kendal van de provincie Midden-Java, Indonesië. Gedong telt 4879 inwoners (volkstelling 2010).